# 帝京大学中学校・高等学校
帝京大学中学校・高等学校（ていきょうだいがくちゅうがっこう・こうとうがっこう、英称：Teikyo University Junior & Senior High School）は、東京都八王子市越野にある私立中学校・高等学校。

## 概要
1931年東京府代々幡町（現・東京都渋谷区）に創立された財団法人帝京商業学校を前身とする。

### 建学の精神
- 努力をすべての基とし、偏見を排し、幅広い知識を身につけ、国際的視野に立って判断ができ、実学を通して創造力および人間味豊かな専門性ある人材の養成を目的とする

### 教育方針
- 中高一貫教育
  - 中1・中2では基礎学力の充実を図る。中3・高1では「I類・II類クラス編成」を行い、生徒ひとりひとりの理解に合わせた学習を行う。高2・高3では「東大・難関国立コース」と「早慶・国公立コース」、さらに「難関私大コース」に分かれ、後ろ2つについては更に文系・理系に細分化している。

- 高校教育
  - 高校からの入学した場合は、高1では

「高入I類クラス」と「高校Ⅱ類クラス」にて将来東大等の難関国公立・早慶に入学できる学力を養成する。このクラス分けについては、入学試験の結果において上位からⅠ類に区分される。高2からは中高一貫教育課程と同様の教育体制がとられる。

## 沿革

### 略歴
1931年（昭和6年）、東京府代々幡町（現・渋谷区）に財団法人帝京商業学校として設立された。

### 年表
- 1931年 - 財団法人帝京商業学校設立、帝京商業学校設置
- 1947年 - 東京都板橋区に移転
- 1951年 - 財団法人帝京商業学校を学校法人帝京商業学校に改組。帝京商業高等学校（商業科）と帝京商業高等学校附属中学校となる
- 1959年 - 帝京商業高等学校に工業科電気科を設置。学校法人帝京商業学校から学校法人帝京第一学園に改称
- 1961年 - 帝京商業高等学校を帝京商工高等学校に改称。工業科に電子科、工業化学科を設置
- 1966年 - 帝京商工高等学校に普通科を設置
- 1967年 - 帝京商工高等学校に衛生看護科を設置
- 1968年 - 帝京商工高等学校に自動車科を設置
- 1970年 - 帝京商工高等学校の商業科、工業科、帝京商工高等学校附属中学校を廃止。東京都板橋区から東京都八王子市大塚へ移転
- 1971年 - 帝京商工高等学校の衛生看護科を廃止
- 1973年 - 帝京商工高等学校を帝京大学高等学校に改称
- 1983年 - 帝京大学中学校を設置
- 1987年 - 学校法人帝京第一学園を学校法人帝京大学に改称
- 1995年 - 東京都八王子市越野の現在地へ移転

## 学校行事
- 4月
  - 入学式・始業式
  - 中1宿泊研修
- 5月
  - 中1〜3、高1〜2校外学習
  - 映画鑑賞会
- 6月
  - 体育祭(中学)、球技大会(高校)
- 7月
  - 中1林間学校
  - 芸術鑑賞
  - 映画鑑賞会
  - 終業式
- 8月
  - 各部合宿・大会
- 9月
  - 合唱祭(中学)
- 10月
  - 映画鑑賞会
- 11月
  - 邂逅祭（文化祭）
- 12月
  - 中2 ブリティッシュヒルズ語学研修旅行(2011年は京都・奈良)
  - 中3 沖縄修学旅行
  - 高1 ニュージーランド語学研修旅行(2011・2012年はオーストラリア)
  - 高2 修学旅行(場所は様々　関西圏、台湾、韓国、シンガポール、ベトナムなど)
- 2月
  - マラソン大会(中学)←2024年度から廃止
- 3月
  - 映画鑑賞会
  - 修了式・卒業式

### 文化祭
文化祭は「邂逅祭」と呼ばれ、10月下旬または11月上旬に2日間にかけて行われる。

## 生徒会活動・部活動

### 生徒会
生徒会、委員会活動は2000年度頃より生徒主体となった。
クラブ活動は、「部」と「同好会」の二種が設けられており、部員数や活動日数・指導顧問の状況などにより、「部」と「同好会」の区別が図られている。その他に、正式なクラブとして認められる前段階のクラブとして「準同好会」が設定されている。「準同好会」は半年以上活動し、実績や意義があると認められた場合に正式クラブへ昇格する。しかし近年、指導顧問の数が不足しており、新たに「部」や「同好会」を設立することは実質的には、ほとんど不可能となっている。また、クラブ活動の注意事項とし「クラブ活動規約」が2004年度から施行された。この規約に基づき、クラブ活動の取りまとめは各クラブの部長（会長）によって構成されるクラブ委員会が行っている。「運動系クラブ（部・同好会問わず）」同士でなければ、兼部も認められている。また、一部のクラブを除き、活動は中学校・高等学校合同で行っている。
- 中学生徒会執行部
- 高校生徒会執行部
- 学級委員会
- 環境委員会
- 視聴覚委員会

- 選挙管理委員会
- 図書委員会
- 文化祭実行委員会
- 保健委員会
- 体育大会実行委員会（高校のみの設置）

### 運動部
- 剣道部
- 卓球部
- テニス部
- ボクシング部
- 陸上部

- サッカー部
- 中国拳法部
- バスケットボール部
- 野球部

野球部は、戦前の帝京商業の時代から都下でも力を蓄えた強豪として鳴らすようになり、1942年（昭和17年）頃からは天知俊一が監督を務めた。しかし、帝京商業および戦後の帝京商工の時代を通じて、甲子園に出場できる成績を地方大会で収めていながら3度出場が叶わなかった悲運の歴史があり、2024年時点でも甲子園出場は実現していない。
1939年（昭和14年）夏は東京大会で優勝しながら出場辞退（代替出場は早稲田実業。表向きの理由は「選手の故障のため」としていたが、実際は「帝京商業ベンチに出場資格のない選手（当時1年生の杉下茂）がいる」との指摘があったためである。）、1941年（昭和16年）夏も東京大会で優勝したが第二次世界大戦により甲子園大会が中止、1970年（昭和45年）春は前年秋の東京大会で準優勝したが、学校の火災により高野連提出書類を焼失したことから戦力分析が不可能との理由で、出場校に選出されなかった。

### 文化部
- 映画研究部
- 合唱部
- 社会研究部
- 天文気象部
- 写真部
- 美術部

- 演劇部
- コンピュータ科学部
- 吹奏楽部
- 南米音楽部
- マジック部

### 同好会
- 茶道同好会
- 書道同好会
- バドミントン同好会
- 文芸同好会

- 社会福祉同好会
- 将棋同好会
- 数楽（学）研究同好会
- バレーボール同好会

## 学校関係者一覧

### 創立者
- 冲永荘兵衛

### 歴代理事長・校長
- 冲永荘一 - 初代理事長
- 冲永佳史 - 理事長
- 小田卓爾 - 元校長。慶應義塾大学名誉教授
- 市川伸一 - 校長。東京大学名誉教授
- 冲永寛子 - 校長補佐。

## 主な出身者
- 杉下茂 - 元プロ野球選手
- 植原修平 - 元プロ野球選手
- 栗橋茂 - 元プロ野球選手

## 交通アクセス
京王相模原線京王堀之内駅より徒歩23分。
スクールバス・一般路線バスとも、京王バス南大沢営業所が運行する。

### スクールバス
- 豊田駅北口・多摩センター駅・平山五丁目[3]よりスクールバス専用停留所「帝京大学中高校正門」

京王バス南大沢営業所#特定輸送も参照。
「帝京大学中高校正門」はスクールバス専用停留所で、路線バスは停車しない。スクールバスは生徒専用である。通常時は一般来校者の利用はできないが、学校説明会や文化祭開催時は利用可能。

### 路線バス
出典 : 
| 乗車駅       | 系統             | 下車停留所                   | 運行事業者 |
| ------------ | ---------------- | ---------------------------- | ---------- |
| 聖蹟桜ヶ丘駅 | 桜80・桜83       | 「帝京大学中高校」、徒歩3分  | ■京王バス  |
| 京王堀之内駅 | 北09・南64・掘64 | 「帝京大学中高校」、徒歩3分  | ■京王バス  |
| 京王堀之内駅 | 平02・堀04       | 「帝京大学中高北」、徒歩5分  | ■京王バス  |
| 南大沢駅     | 八60・北03       | 「由木中央小学校」、徒歩11分 | ■京王バス  |